# 3. век п. н. е.
3. век п. н. е. је почео 1. јануара 300. п. н. е. и завршио се 31. децембра 201. п. н. е.

## Личности

### Уметници

#### Уметници масовне културе
Види такође: космолошка доба, геолошки еони, геолошке ере, геолошка доба, геолошке епохе, развој човека, миленији, векови године, дани